# Сиббальдия
Сиббальдия (лат. Sibbaldia) — род растений семейства Розовые (Rosaceae), распространённый в арктических регионах и альпийском поясе гор Северного полушария.
Род назван в честь шотландского естествоиспытателя Роберта Сиббальда.

## Ботаническое описание
Многолетние травы, (1) 2—15 (30) см высотой. Корневища горизонтальные, разветвлённые, одревесневшие. Стеблей от 1 до 10 и более; стелющиеся, восходящие или прямостоячие. Листья очередные, черешковые, тройчатые или простые, 1—3 (4) см длиной; прилистники ланцетно-яйцевидные.
Цветки одиночные или собраны в конечные, 2—12-цветковые, головчатые или щитковидные соцветия. Цветки 4—7 (10) мм в диаметре; элементов подчашия 5; гипантий неглубоко чашевидный, 0,5—2 × 2—4 (5) мм; чашелистиков 5, отклонённые, от широколанцетных до яйцевидных; лепестков 5, жёлтые, от обратноланцетовидных до обратнояйцевидных; тычинок 5 (редко 10), короче лепестков; цветоложе полушаровидное; плодолистиков 5—15 (30), каждый с 1 семязачатком. Плоды — косо-яйцевидные, голые семянки, 1,2—1,7 мм длиной.
Хромосомное число x = 7.

## Виды
Род включает 6 видов:
- Sibbaldia cuneata Hornem.
  - [syn.  Sibbaldia maxima Kesselr. ex Murav.]
  - [syn.  Sibbaldia olgae Juz. & Ovcz. — Сиббальдия Ольги]
  - [syn.  Sibbaldia taiwanensis H.L.Li]
- Sibbaldia parviflora Willd. — Сиббальдия мелкоцветковая, или Сиббальдия многоцветковая
  - [syn.  Sibbaldia unguiculata Rajput & Syeda]
- Sibbaldia procumbens L. typus — Сиббальдия простёртая, или Сиббальдия распростёртая
  - [syn.  Sibbaldia aphanopetala Hand.-Mazz.]
  - [syn.  Sibbaldia macrophylla Turcz. ex Murav. — Сиббальдия крупнолистная]
  - [syn.  Sibbaldia octopetala Mill.]
  - [syn.  Sibbaldia perpusilla (Hook.f.) Chatterjee]
- Sibbaldia semiglabra C.A.Mey. — Сиббальдия полуголая
- Sibbaldia tridentata (Aiton) Paule & Soják
  - [syn.  Sibbaldia retusa (O.F.Müll.) T.Erikss., nom. rej.]
- Sibbaldia trullifolia (Hook.f.) Chatterjee

По результатам филогенетических исследований для достижения монофилии рода часть видов выделены или перенесены в роды Chamaecallis, Chamaerhodos, Horkelia, Potentilla (иногда частью в Argentina) и Sibbaldianthe:
- Sibbaldia adpressa Bunge = Sibbaldianthe adpressa (Bunge) Juz.
- Sibbaldia altaica Laxm. = Chamaerhodos altaica (Laxm.) Bunge
- Sibbaldia argentea Owerin ex Juz. = Potentilla ghalghana Juz.
- Sibbaldia axilliflora (Hook.f.) Chatterjee = Potentilla micropetala D.Don
- Sibbaldia byssitecta Soják = Potentilla micropetala D.Don
- Sibbaldia californica Spreng. = Horkelia californica Cham. & Schltdl.
- Sibbaldia compacta (W.W.Sm. & Cave) Dikshit & Panigrahi = Potentilla sericea L.
- Sibbaldia congesta D.Dietr. = Horkelia congesta Douglas ex Hook.
- Sibbaldia cuneifolia (Bertol.) Paule & Soják = Potentilla cuneifolia Bertol.
- Sibbaldia emodi H.Ikeda & H.Ohba = Potentilla micropetala D.Don
- Sibbaldia erecta L. = Chamaerhodos erecta (L.) Bunge
- Sibbaldia fragariastrum Turcz. ex Ledeb. = Sibbaldianthe adpressa (Bunge) Juz.
- Sibbaldia glabriuscula T.T.Yu & C.L.Li = Potentilla glabriuscula (T.T.Yu & C.L.Li) Soják
- Sibbaldia grandiflora Pall. ex Schult. = Chamaerhodos grandiflora (Pall. ex Schult.) Bunge
- Sibbaldia macropetala Murav. = Potentilla suavis Soják
- Sibbaldia melinotricha Hand.-Mazz. = Potentilla sikkimensis Prain
- Sibbaldia micropetala (D.Don) Hand.-Mazz. = Potentilla micropetala D.Don
- Sibbaldia minutissima Kitam. = Sibbaldianthe adpressa (Bunge) Juz.
- Sibbaldia miyabei (Makino) Paule & Soják = Potentilla miyabei Makino
- Sibbaldia omeiensis T.T.Yu & C.L.Li = Potentilla omeiensis (T.T.Yu & C.L.Li) Soják
- Sibbaldia pentaphylla J.Krause = Potentilla clandestina Soják
- Sibbaldia perpusilloides (W.W.Sm.) Hand.-Mazz. = Chamaecallis perpusilloides (W.W.Sm.) Smedmark
- Sibbaldia phanerophlebia T.T.Yu & C.L.Li = Potentilla micropetala D.Don
- Sibbaldia polygyna Willd. ex Schult. = Chamaerhodos erecta (L.) Bunge
- Sibbaldia potentilloides Cambess. = Potentilla micropetala D.Don
- Sibbaldia pulvinata T.T.Yu & C.L.Li = Potentilla pulvinata (T.T.Yu & C.L.Li) Soják
- Sibbaldia purpurea Royle = Potentilla purpurea (Royle) Hook.f.
- Sibbaldia pusilla (W.W.Sm.) Dikshit & Panigrahi = Potentilla microphylla D.Don
- Sibbaldia sabulosa (Bunge) Steud. = Chamaerhodos sabulosa Bunge
- Sibbaldia sericea (Grubov) Soják = Sibbaldianthe sericea Grubov
- Sibbaldia sikkimensis (Prain) Chatterjee = Potentilla sikkimensis Prain
- Sibbaldia tenuis Hand.-Mazz. = Potentilla tenuis (Hand.-Mazz.) Soják
- Sibbaldia tetrandra Bunge = Potentilla tetrandra (Bunge) Hook.f.